# Podocotyle californica
Podocotyle californica är en plattmaskart. Podocotyle californica ingår i släktet Podocotyle och familjen Opecoelidae. Inga underarter finns listade i Catalogue of Life.